# Вестминстерски систем
Вестминстерски систем (енгл. Westminster system) или Вестминстерски модел (енгл. Westminster model) врста је парламентарног система власти који укључује низ процедура за функционисање законодавног тијела, а која је први пут развија у Енглеској.
Кључни аспект који укључује извршну власт коју чине чланова законодавног тијела и која је одговорна законодавног тијела; присуство парламентарних опозиционих странака; и церемонијални шеф државе који се разликује од шефа владе. Израз потиче од Вестминстерске палате, тренутног сједишта Парламента Уједињеног Краљевства. Као супротност Вестминстерском систему често се наводи предсједнички систем који је настао у Сједињеним Америчким Државама или полупредсједнички систем, на основу којег је заснована власт у Француској.
Вестминстерски систем се користи или је некада кориштен у националним или поднационалним законодавним тијелима већине бивших колонија Британске империје након стицања самоуправе (значајан изузетак су САД), почев прво од Канадски провинција 1848. и шест аустралијских колонија између 1855. и 1890. године. То је облик владе који је наслиједио Нови Зеланд и бивши британски Хонгконг. Држава Израел усвојила је систем власти углавном инспирисан вестминстерским након проглашења независности од британског мандата над Палестином. Међутим, неке бивше колоније су од тада усвојиле или предсједнички систем (нпр. Нигерија) или хибридни систем (попут Јужне Африке) као свој облик владавине.